# 狻猊

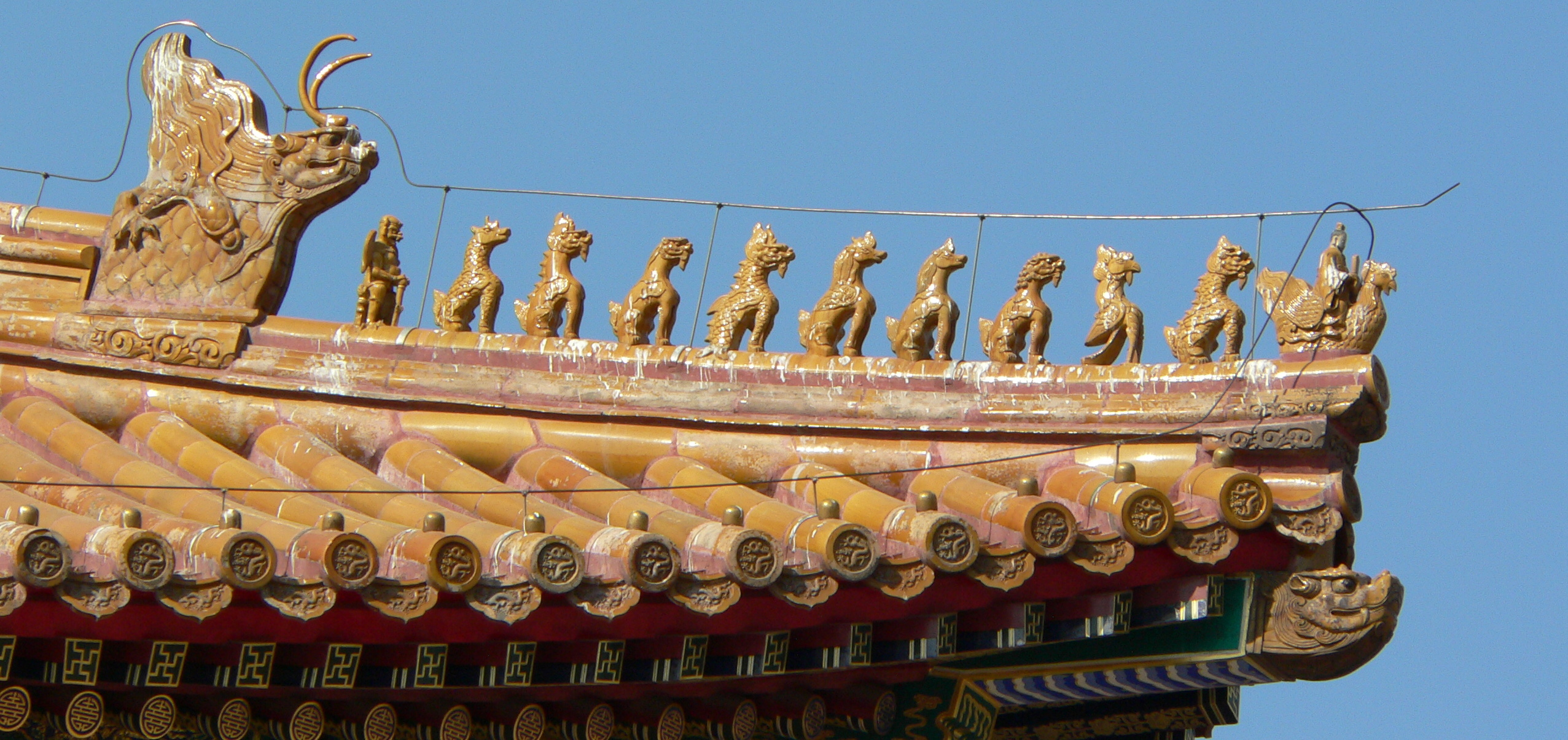
北京故宫太和殿仙人走兽，第七个兽为狻猊

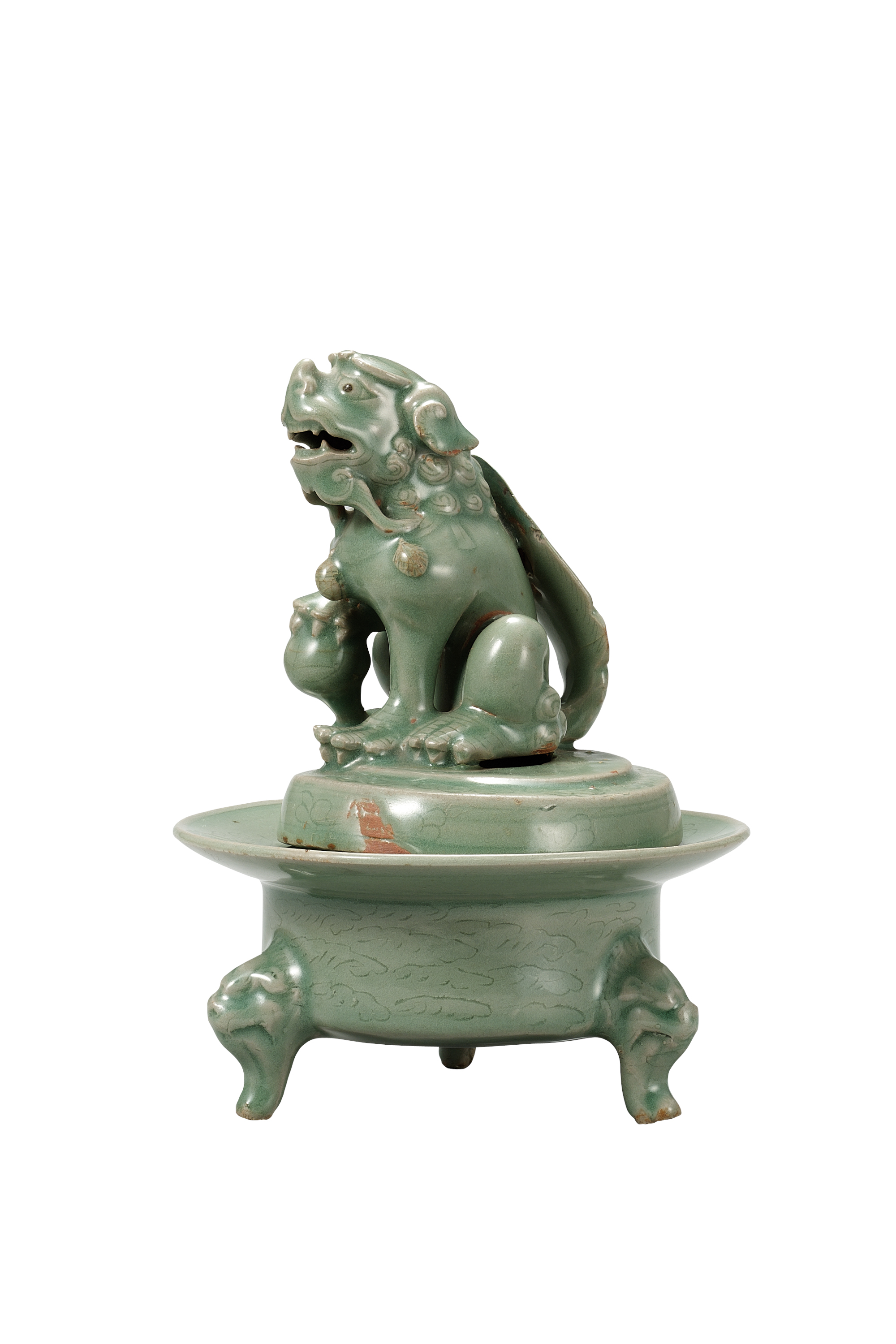
高丽青瓷狻猊香炉。韩国国立中央博物馆藏

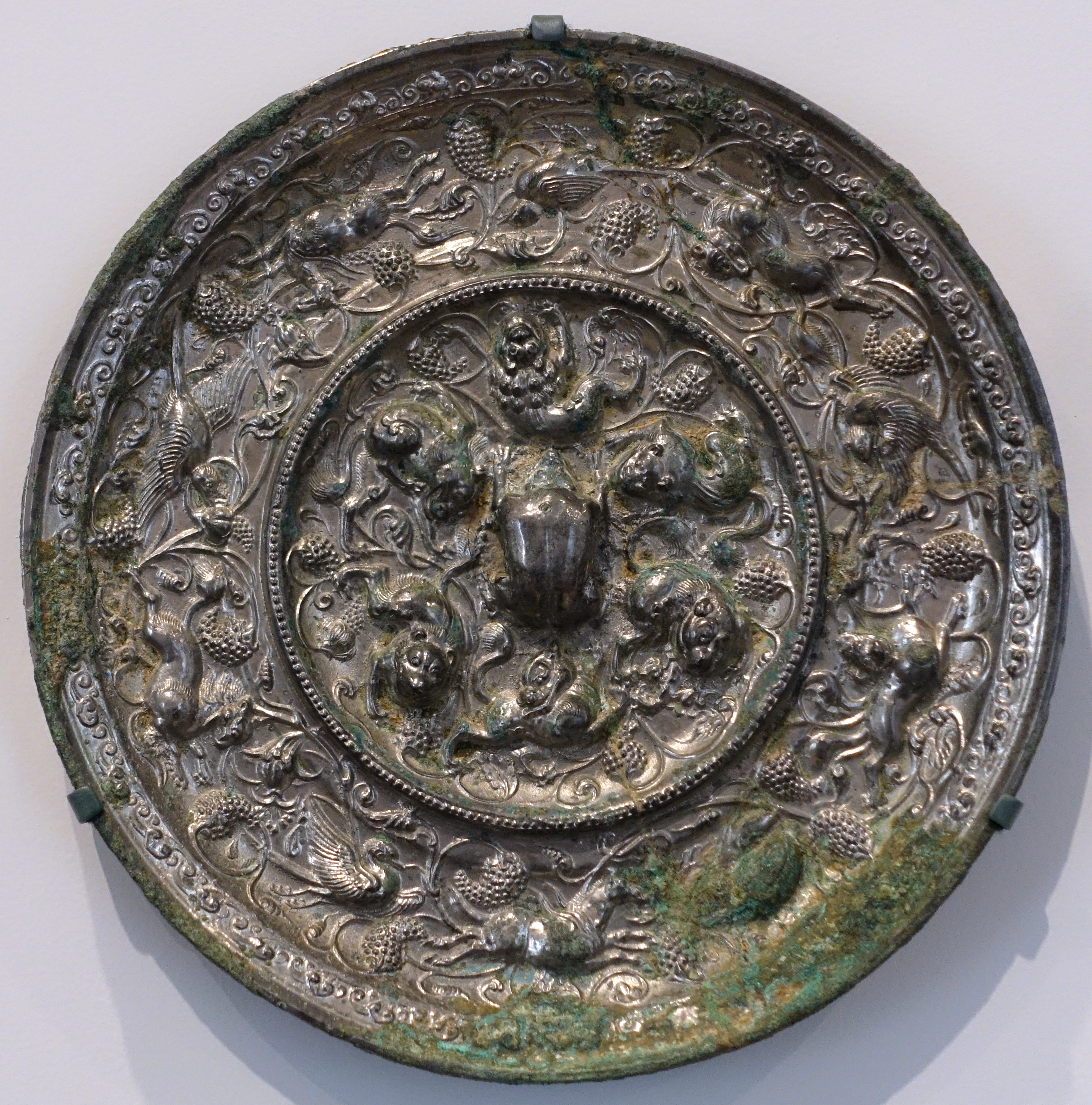
唐狻猊葡萄镜。萨克勒博物馆藏

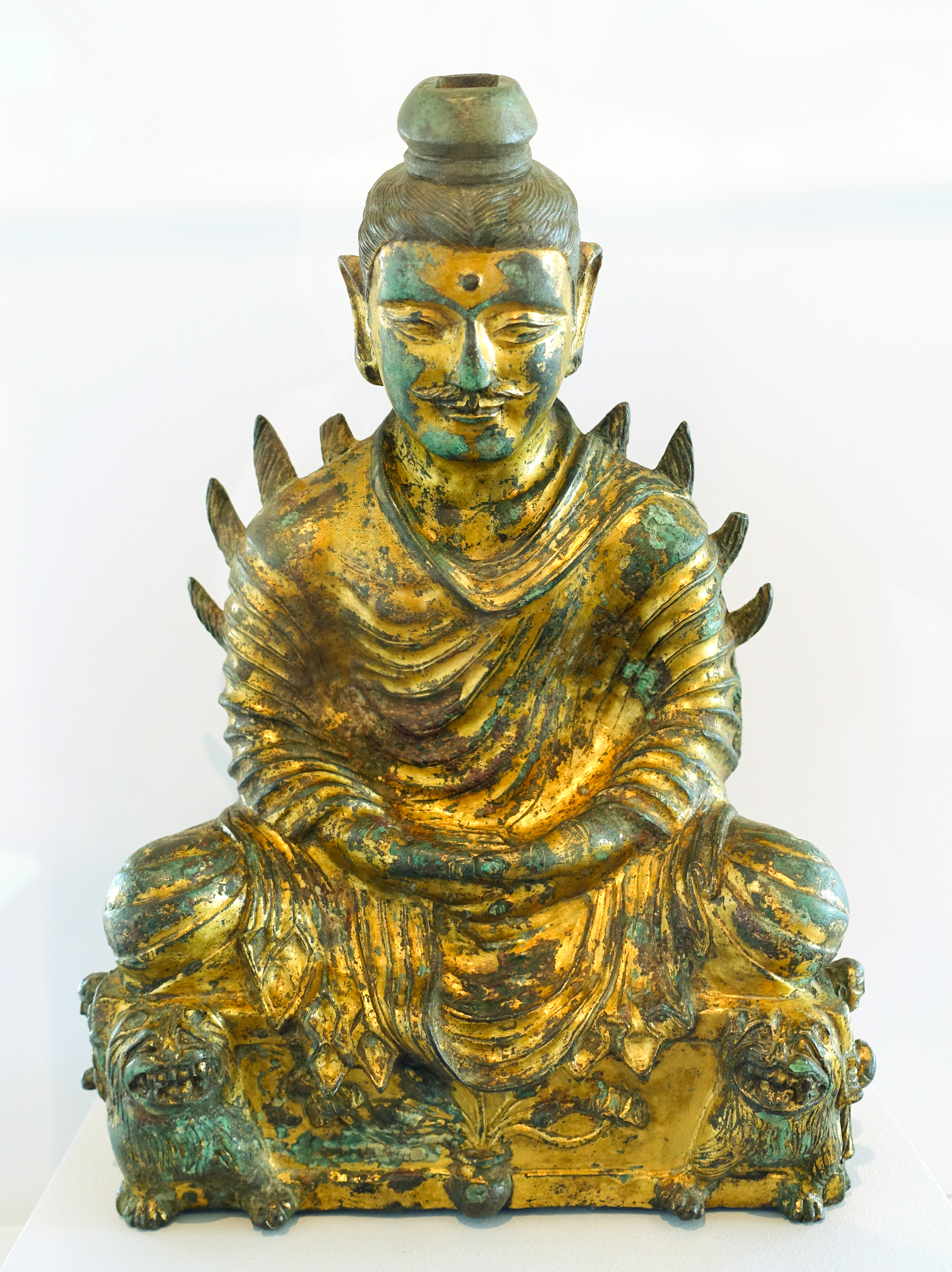
石家庄出土3-4世纪佛陀坐像，法座两侧为狻猊。萨克勒博物馆藏

狻猊，又写作狻麑，是中国古代文献中记录的一种兽类。最初指狮子，后来又传为龙生九子之一。其形象常常出现在佛教法座、铜镜、香炉和脊兽上。

## 历史
关于狻猊的记录最早见于《尔雅》和《穆天子传》。其中《穆天子传》是说狻猊是一种脚力超凡的走兽，《尔雅》则记录得更为细致，称狻猊长得像虦猫（老虎），以虎、豹作为食物。:191:18
晋朝郭璞为《尔雅》和《穆天子传》作注，表示狻猊指的就是狮子。:191:21后世习用“狮子”一词，“狻猊”只用作一種存有古意的别称。:84
中国本土不产狮子，只从印度、波斯等处引进，因此学者认为“狻猊”也是外语的音译。薛愛華推测其音译自某种印度语言中某个发音类似于*suangi 的词。:84林梅村认为其音译自于阗塞语的sarvainai。:89:421
明朝流传龙生九子之说，具体说法不一，而狻猊常常被列入其中。

## 造型艺术
汉字文化圈的艺术品上常常出现狻猊的形象。例如狻猊葡萄镜（俗称海兽葡萄镜），镜背用棱脊划分内外两区，内区以狻猊和葡萄为主纹，纹饰皆作高浮雕。狻猊葡萄镜数量众多，分布广泛，是唐朝很有特色的青铜镜。
明李东阳《怀麓堂集》“记龙生九子”称，狻猊“平生好坐，今佛座狮子是其遗像”。佛教以狮子作为佛陀的象征，常在佛陀法座上刻画狮子形象，称为“狮子座”、“狻猊座”或“猊座”。:186:242-249:111日语又仿照“陛下”、“殿下”等说法，从“猊座”中引申出“猊下”（ geika）一词，作为对高僧或佛教宗派领袖的尊称。
明杨慎《升庵集》“龙生九子”称，金猊“性好烟，故立于香炉”。中国古代盛行焚香文化，唐宋的香炉盖常常做成狻猊的样子，其形象固定为张着嘴，烟从口中冒出。元明则出现了一种大型金猊炉，整体制作成狮子的形象。
尽管一般将狻猊视同为狮子，但在中式传统建筑的脊兽中，狻猊与狮子也会同时出现。如紫禁城太和殿屋脊上的仙人走兽，第三个为狮子，脑后的毛发为螺髮；第七个为狻猊，脑后的毛发为披肩的鬃毛，因而又称“披头”。:200

## 大众文化
- 古白话小说《水滸傳》中，梁山一百单八将之一鄧飛的綽號是“火眼狻猊”。[15]
- 《西遊記》中也有狻猊精，与其他几只狮子精一起拜九头狮子九靈元聖为祖父。[16]
- 2021年電影《尚氣與十環幫傳奇》中也有狻猊登場。